# Cayenne

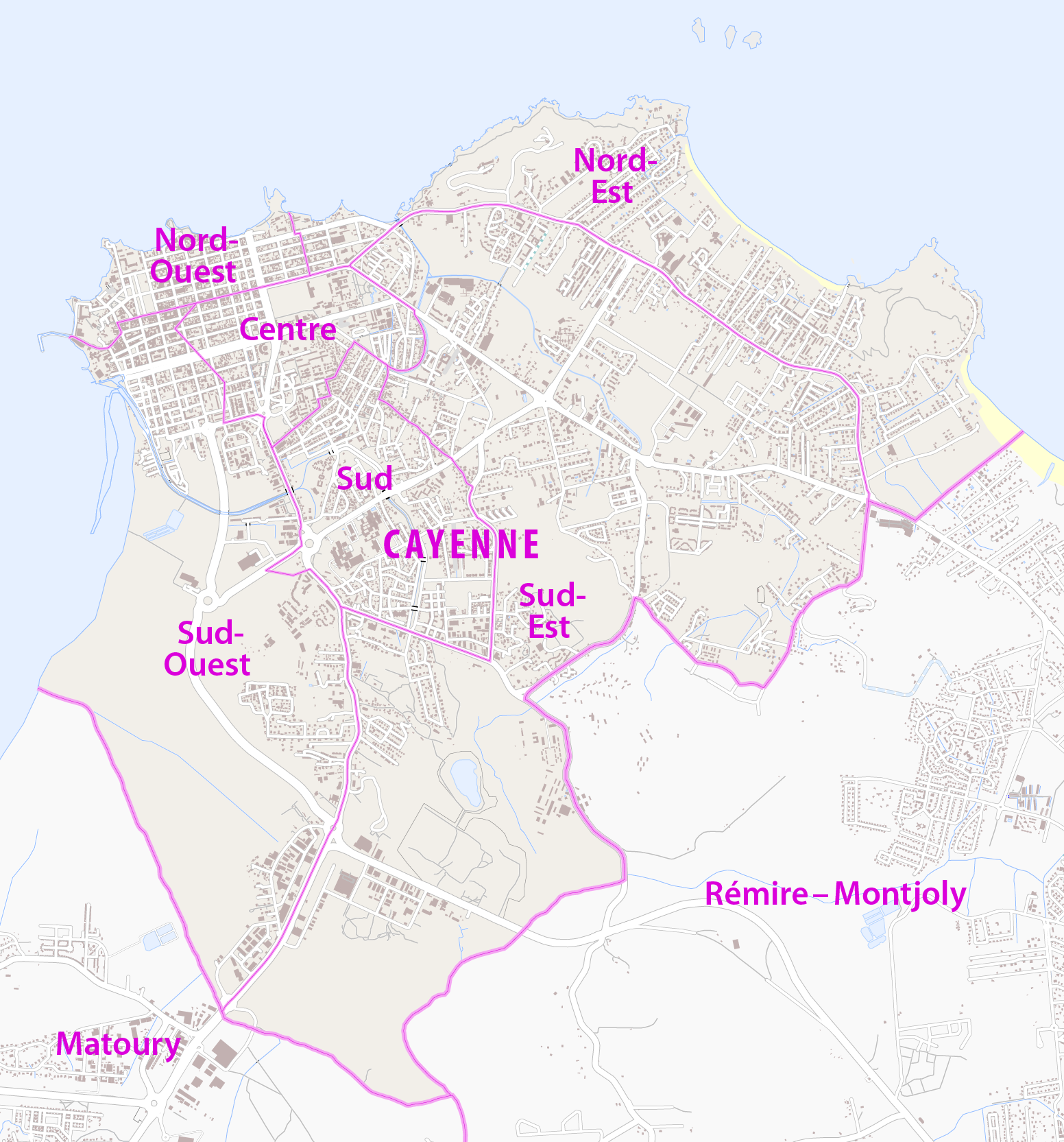

Cayenne (phát âm tiếng Pháp: [kajɛn]) là thủ phủ của Guyane thuộc Pháp, một vùng hải ngoại và tỉnh của Pháp tọa lạc tại Nam Mỹ. Thành phố được xây dựng ở nơi trước đây là một hòn đảo, cạnh cửa sông Cayenne miền duyên hải Đại Tây Dương. Khẩu hiệu của thành phố là "fert aurum industria" ("quần lao mang lại của cải").
Theo thống kê 2012, có 121.308 sinh sống ở vùng metro Cayenne (được xác định bởi INSEE), 55.198 sống ở vùng trong địa giới thành phố.
Tiếng Việt còn phiên âm địa danh này thành Cai Danh.

## Địa lý
Cayenne nằm bên cửa sông Cayenne, đổ vào Đại Tây Dương. Nó nằm cách Saint-Laurent-du-Maroni 268 kilômét (167 mi) và Kourou 64 kilômét (40 mi).
Khoảng cách tới một số thành phố:
- Paris: 7,100 kilômét (4,412 mi).
- Fort-de-France, thủ phủ Martinique: 1,500 kilômét (0,932 mi).[7]
- Paramaribo, thủ đô Suriname: 342 kilômét (213 mi) to the northwest.
- Macapá, thủ phủ bang Amapá, Brasil: 554 kilômét (344 mi).